# Sclerophylax arnottii
Sclerophylax arnottii är en potatisväxtart som beskrevs av John Miers. Sclerophylax arnottii ingår i släktet Sclerophylax och familjen potatisväxter. Inga underarter finns listade i Catalogue of Life.